# Dokumente des Jerusalemer al-Ḥaram aš-šarīf

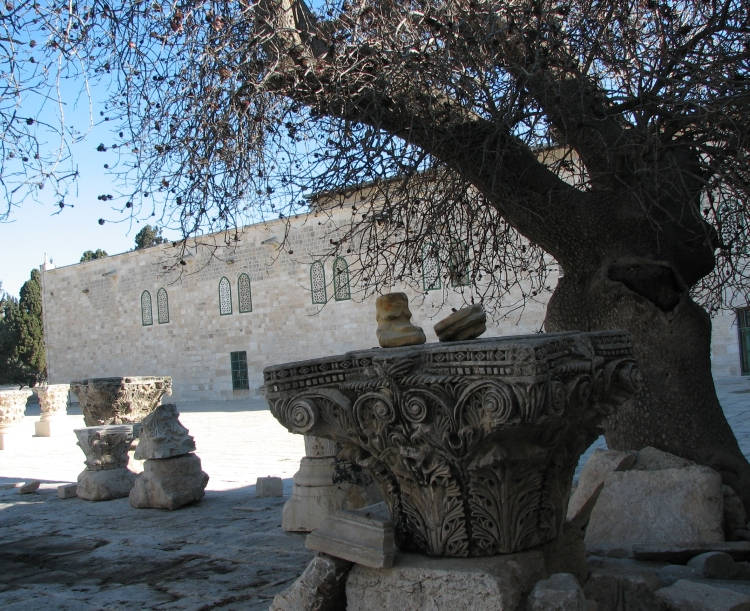
Das Islamische Museum in Jerusalem, der Fundort der Dokumente

Die Dokumente des Jerusalemer al-Ḥaram aš-šarīf  oder Jerusalemer Ḥaram-Urkunden oder Dokumente des Ḥaram Šarīf oder kurz Haram-Sammlung oder Ḥaram-Dokumente (engl. Ḥaram documents / Haram al-Sharīf collection / etc.) oder Mamlūkische Dokumente des Ḥaram Šarīf bzw. Privaturkunden des Islamischen Museums auf dem Jerusalemer Tempelberg usw. sind 1974 und 1976 wiederentdeckte mittelalterliche, überwiegend arabischsprachige Privaturkunden des Islamischen Museums auf dem Jerusalemer Haram asch-Scharif (arabisch الحرم الشريف, DMG al-ḥaram aš-šarīf ‚das edle Heiligtum‘) bzw. „Tempelberg“ (הר הבית Har haBait) im Südostteil der Jerusalemer Altstadt.
Es handelt sich um Erlasse, Eingaben und Dienstschreiben, um viele hundert Privaturkunden, die Einblicke in Lebensumstände und Wirtschaftsverhalten der Mittel- und Unterschicht der muslimischen Mehrheit der Mamluken-Zeit in Jerusalem und Palästina liefern.
Die Dokumente wurden von Amal Abul-Hajj, der Direktorin des Islamischen Museums entdeckt. Die meisten von ihnen stammen vom Ende des 14. Jahrhunderts. Zur Erforschung der Dokumente haben Donald P. Little (Katalog und anderes), Werner Diem, Ulrich Haarmann, Huda Lutfi und neuerdings Christian Müller beigetragen.